# Mate Nemeš
Mate Nemeš (en serbio: Мате Немеш; Senta, 21 de julio de 1993) es un deportista serbio que compite en lucha grecorromana. Su hermano gemelo Viktor compite en el mismo deporte.
Ganó tres medallas en el Campeonato Mundial de Lucha entre los años 2019 y 2023, y una medalla de oro en el Campeonato Europeo de Lucha de 2021. En los Juegos Europeos de Minsk 2019 obtuvo una medalla de bronce en la categoría de 67 kg.

## Palmarés internacional
| Campeonato Mundial | Campeonato Mundial     | Campeonato Mundial | Campeonato Mundial |
| Año                | Lugar                  | Medalla            | Categoría          |
| ------------------ | ---------------------- | ------------------ | ------------------ |
| 2019               | Nursultán (Kazajistán) | Medalla de bronce  | 67 kg              |
| 2022               | Belgrado (Serbia)      | Medalla de oro     | 67 kg              |
| 2023               | Belgrado (Serbia)      | Medalla de bronce  | 67 kg              |
| Juegos Europeos    |                        |                    |                    |
| Año                | Lugar                  | Medalla            | Categoría          |
| 2019               | Minsk (Bielorrusia)    | Medalla de bronce  | 67 kg              |
| Campeonato Europeo |                        |                    |                    |
| Año                | Lugar                  | Medalla            | Categoría          |
| 2021               | Varsovia (Polonia)     | Medalla de oro     | 67 kg              |